# 키스트론
키스트론(영어: KISTRON)은 대한민국의 전자부품용 와이어 기업이다.

## 지배 구조
고려제강의 계열사로 상장을 추진중이며 상장을 통해 고려제강과 키스트론의 순환출자 고리가 해소되고 승계자금을 확보할 것으로 여겨진다. 꾸준한 배당으로 그룹사 현금창고 역할을 하고 있으며 상장구주매출로 그룹사에 현금이 유입될 것으로 기대되고 있다.

## 제품
한국 최대 동피복 강연선 제조 기업으로 절연선 및 케이블을 제조한다.